# Physalis sordida
Physalis sordida ist eine Pflanzenart aus der Gattung der Blasenkirschen (Physalis) in der Familie der Nachtschattengewächse (Solanaceae).

## Beschreibung
Physalis sordida ist eine 10 bis 50 cm hohe, ausdauernde Pflanze, die aus einer holzigen Basis entspringt, welche wiederum einen horizontalen Wurzelstock etwa 3 bis 5 cm unter der Erdoberfläche ausbildet. Die krautigen Teile sind meist mit bräunlichen, flachen, gelenkigen und abstehenden Trichomen behaart, die bis zu 1 mm lang werden können und von denen einige drüsenköpfig sind. Die Blattspreiten der Laubblätter sind nahezu kreisförmig bis eiförmig oder eiförmig-lanzettlich. Die größeren Blätter werden 3 bis 7 cm lang und 2,5 bis 6 cm breit. Sie sind ähnlich der Sprossachse, jedoch weniger stark behaart, gelegentlich sind die Trichome mehr angelegt. Der Blattrand ist grob und unregelmäßig hervorspringend gezähnt oder zurückgebogen gezähnt bis fast ganzrandig. Die Blattstiele werden 1,5 bis 5 cm lang.
Die Krone ist gelblich gefärbt und mit 5 dunkleren, aber nicht deutlich hervortretenden Malen gezeichnet. Sie wird 10 bis 13 mm lang und 10 bis 15 mm breit und ist radförmig oder radförmig zurückgebogen. Der Umriss ist nahezu fünfeckig und weist nur schwache Bögen auf. Die Staubbeutel sind gelb und blau oder grün überhaucht, sie erreichen eine Länge von 3 bis 4 mm und stehen an etwa gleich langen, etwas verdickten Staubfäden.
Die Frucht ist eine kugelförmige bis eiförmige, 10 bis 15 mm breite Beere, die aufsitzend oder nahezu aufsitzend steht. Sie wird von einem sich vergrößernden Kelch umgeben, der an der reifen Frucht 15 bis 30 mm lang und 13 bis 20 mm breit ist und einen zehnwinkligen oder zehnrippigen Querschnitt besitzt.

## Verbreitung
Die Art ist in Mexiko und Honduras verbreitet.